# Тайна (телесериал)
Тайна (исп. Ha llegado un extraño) — мексиканская мелодраматическая теленовелла с 
элементами драмы 1959 года производства Telesistema Mexicano.

## Краткое повествование
Телесериал рассказывает о жизни женщины, которая влюбилась в неизвестного человека, а тот сблизился с её семьёй и стал хорошим другом семьи этой женщины.

## Создатели телесериала

### В ролях
- Мигель Анхель Феррис-старший
- Мария Дуглас
- Эктор Гомес
- Франсиско Хамбрина
- Алисия Монтойя
- Сильвия Каос
- Сильвия Суарес
- Николас Родригес
- Пилар Соуса
- Хорхе Матеос
- Луис Химено
- Хосе Антонио Коссио